# رون ترافيس
رون ترافيس (بالإنجليزية: Ron Travis)‏ هو سياسي أمريكي، ولد في 1954. حزبياً، نشط في الحزب الجمهوري. وقد انتخب عضو مجلس نواب تينيسي.

## وصلات خارجية
- الموقع الرسمي